# Queen Elizabeth Hall
Queen Elizabeth Hall je koncertní síň v londýnské čtvrti South Bank postavené v brutalistickém stylu. Je součástí komplexu Southbank Centre, do kterého patří například také koncertní síň Royal Festival Hall. V hlavním sále Queen Elizabeth Hall je více než 900 míst k sezení. Sál byl otevřen v březnu roku 1967. Hráli zde hudebníci mnoha různých žánrů, od klasické hudby přes avantgardní hudbu a jazz až po rock. Vystupovali zde například hudebníci Sun Ra a John Cale či skupiny Television a Pink Floyd.